# Tetrazine

De tetrazine-isomeren

1,2,3,4-tetrazine

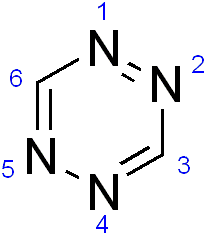
1,2,4,5-tetrazine

Tetrazine is een instabiele chemische verbinding die bestaat uit een aromatische ring met daarin vier atomen stikstof; de molecuulformule is C2H2N4. Er zijn drie isomeren: 1,2,3,4-tetrazine, 1,2,3,5-tetrazine en 1,2,4,5-tetrazine.
Tetrazine is tevens de verzamelnaam voor afgeleide stoffen die zo een ringstructuur bevatten; bijvoorbeeld:
- 3,6-di-2-pyridyl-1,2,4,5-tetrazine (CAS-nummer 1671-87-0) is een reagens in bepaalde Diels-Alder-reacties;
- 3,6-dihydrazino-1,2,4,5-tetrazine wordt gebruikt in rookloos vuurwerk en in explosieven (ook in airbags voor voertuigen[1]).